# タッドファー
株式会社タッドファー (TADFUR Co.,Ltd.) は、東京都千代田区に本社を置く毛皮リフォーム・リメイク業最大手。日本橋三越本店、千葉三越、伊勢丹新宿店、大丸東京店、京阪百貨店守口店を始めとする百貨店各店に窓口を持つ。

## 概要
毛皮製品全般に関する
- 修理／リフォーム／リメイク
- クリーニング
- 百貨店等の催事企画、運営